# Maurice Mandelbaum
Pour les articles homonymes, voir Mandelbaum.
Maurice Mandelbaum, né le 9 décembre 1908 à Chicago, mort le 1er janvier 1987, est un philosophe américain. Il a été professeur de philosophie à l'Université Johns Hopkins à partir de 1957. 

## Œuvres
Il rédigea de nombreux ouvrages, dont notamment : 
- The Problem of Historical Knowledge, 1938
- The Phenomenology of Moral Experience, 1955
- Philosophy, Science and Sense Perception, 1964

## Sources
- Lewis White Beck, Norman E. Bowie, Timothy Duggan, « Maurice H. Mandelbaum 1908 - 1987 », Proceedings and Addresses of the American Philosophical Association, Vol. 60, No. 5 (Jun., 1987), p. 858-861.